# Camponotus larvigerus
Camponotus larvigerus é uma espécie de inseto do gênero Camponotus, pertencente à família Formicidae.